# Черпаловидный хрящ
Черпаловидный, или пирамидальный хрящ (лат. cartilago arytaenoidea) — гортанный парный хрящ гиалинового типа, имеющий форму трёхгранной пирамиды. Своё название черпаловидные хрящи получили благодаря форме их движения, которое напоминает встречное движение вёсел во время гребли. Черпаловидный хрящ имеет основание, верхушку и три поверхности. Его движения влияют на положение голосовых складок, осуществляют их натяжение и напряжение.

## Структура
Черпаловидный хрящ имеет основание (лат. basis cartilaginis arytenoideae), верхушку (лат. apex cartilaginis arytenoideae) и три поверхности: медиальную (лат. medialis), заднюю (лат. posterior) и переднелатеральную (переднебоковую) (лат. anterolateralis).
Основание имеет вогнутую суставную поверхность, соединяющуюся с верхним краем пластинки перстневидного хряща, формируя таким образом перстнечерпаловидный сустав. Латеральный отросток основания именуется мышечным, а передний — голосовым. Мышечные отростки массивные и тупые, к ним прикреплены задние и боковые перстнечерпаловидные мышцы, которые двигают черпаловидный хрящ в перстнечерпаловидном суставе. Голосовые отростки заострёны, состоят из эластического хряща, к ним прикреплены голосовые складки.
Верхушка заострена, изогнута назад и медиально, на ней расположен рожковидный хрящ.
Медиальная поверхность узкая, покрыта слизистой оболочкой и формирует боковую границу энхондральной (межхрящевой) части голосовой щели. Задняя поверхность сильно вогнута, к ней прикрепляются поперечная и косая черпаловидные мышцы. В верхней части переднелатеральной поверхности находится округлое возвышение (colliculus), от которого дугообразный гребешок (crista arcuata) изгибается сперва назад, а затем вниз и вперёд к голосовому отростку. Нижняя часть этого гребешка находится между двумя углублениями (или ямками) — треугольным (лат. fovea triangularis) и продолговатым (лат. fovea oblongata). В области последней (продолговатой) ямки, назад от основания голосового отростка присоединяется голосовая мышца.

## Роль
Движения черпаловидных хрящей осуществляют натяжение и напряжение голосовых складок и регулируют их положение.
В каждом перстнечерпаловидном суставе возможны два вида движений:
- Вращение черпаловидного хряща вокруг вертикальной оси, во время чего, при выдохе, голосовые отростки сближаются, а при вдохе отдаляются друг от друга.
- Скольжение черпал по перстневидному хрящу, после чего голосовые складки расходятся или же смыкаются, при фонации.

## Дополнительные изображения

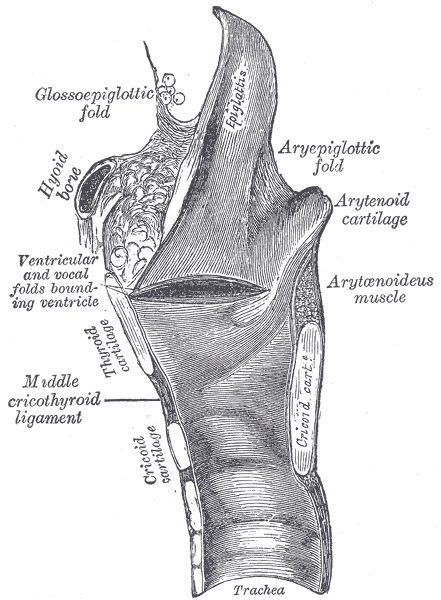
Сагиттальный разрез гортани и верхней части трахеи.
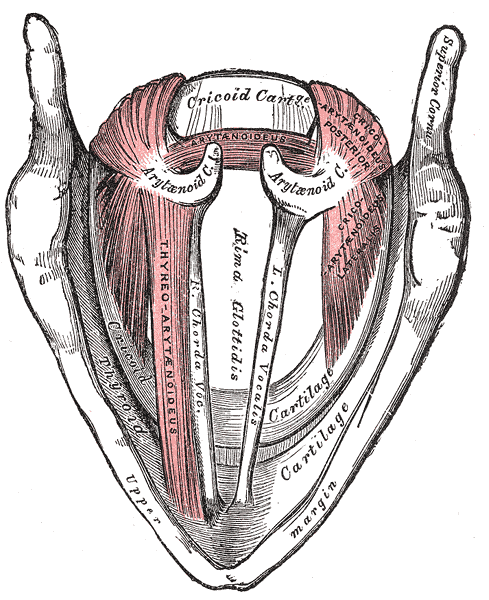
Мышцы гортани, вид сверху.